# Condado de Aiken
O Condado de Aiken é um dos 46 condados do Estado americano da Carolina do Sul. A sede do condado é Aiken, e sua maior cidade é Aiken. O condado possui uma área de 2 798 km² (dos quais 20 km² estão cobertos por água), uma população de 142 552 habitantes, e uma densidade populacional de 51 hab/km² (segundo o censo nacional de 2000). O condado foi fundado em 1871.